# Голубая кровь (13-й сезон)
Тринадцатый сезон американского детективного телесериала «Голубая кровь», премьера которого состоялась на канале CBS 7 октября 2022 года. Финальная серия сезона вышла 19 мая 2023 года. Общее количество серий в данном сезоне составляет двадцать одна.

## Сюжет
История о семье полицейских, занимающих самые высокие должности в Нью-Йорке. Фрэнк Рейган — не только глава городского управления полиции, но и глава этой большой семьи. Его методы управления на обоих фронтах довольно дипломатичны. Взяв ответственный пост от своего отца Генри, босс не проявил в политике такого же мужества, как он. Фрэнк предпочитает быть внимательным, сдержанным и спокойным.

## В ролях

### Основной состав
- Том Селлек — Фрэнк Рейган, комиссар полиции Нью-Йорка.
- Донни Уолберг — Дэнни Рейган, детектив 1-го класса.
- Бриджит Мойнахан — Эрин Рейган-Бойл, помощник окружного прокурора.
- Уилл Эстес — Джейми Рейган, полицейский.
- Лен Кариу — Генри Рейган, отставной комиссар полиции Нью-Йорка, отец Фрэнка.
- Мариса Рамирес — Мария Баэс, напарница Дэнни.
- Ванесса Рэй — Эдит Джэнко, полицейский.

## Эпизоды
| № общий | № в сезоне | Название                                                    | Режиссёр          | Автор сценария                   | Дата премьеры   | Зрители в США (млн) |
| --- | ---------- | ----------------------------------------------------------- | ----------------- | -------------------------------- | --------------- | ------------------- |
| 255 | 1          | «Сохраняя веру» «Keeping the Faith»                         | Алекс Закржевский | Кевин Уэйд & Шиван Бирн О’Коннор | 7 октября 2022  | 6.40                |
| Работа принимает опасный оборот для Рейганов, когда Эдди и Джейми разбираются с делом о домашнем насилии, связанным с расследованием, проводимым Дэнни и Баэзом. Кроме того, Фрэнк и его друг, архиепископ Кернс, отправляются на миссию, чтобы непредвзято взглянуть на город; и Эрин получает неожиданное предложение от своего бывшего мужа, Джека Бойла, относительно ее выдвижения на пост окружного прокурора. |            |                                                             |                   |                                  |                 |                     |
| 256 | 2          | «Первый румянец» «First Blush»                              | Неизвестно        | Неизвестно                       | 14 октября 2022 | 6.06                |
| 257 | 3          | «Призрачный» «Ghosted»                                      | Неизвестно        | Неизвестно                       | 21 октября 2022 | 5.91                |
| 258 | 4          | «Жизнь в военное время» «Life During Wartime»               | Неизвестно        | Неизвестно                       | 28 октября 2022 | 5.68                |
| 259 | 5          | «Домашний фронт» «Homefront»                                | Неизвестно        | Неизвестно                       | 4 ноября 2022   | 6.09                |
| 260 | 6          | «На опасной почве» «On Dangerous Ground»                    | Неизвестно        | Неизвестно                       | 18 ноября 2022  | 5.82                |
| 261 | 7          | «Герои» «Heroes»                                            | Неизвестно        | Неизвестно                       | 2 декабря 2022  | 5.62                |
| 262 | 8          | «Идеальная справедливость» «Poetic Justice»                 | Неизвестно        | Неизвестно                       | 9 декабря 2022  | 6.05                |
| 263 | 9          | «Ничего святого» «Nothing Sacred»                           | Неизвестно        | Неизвестно                       | 6 января 2023   | 6.10                |
| 264 | 10         | «Притворяйся, пока не сделаешь» «Fake It' Till You Make It» | Неизвестно        | Неизвестно                       | 13 января 2023  | 6.12                |
| 265 | 11         | «Потерянные» «Lost Ones»                                    | Неизвестно        | Неизвестно                       | 20 января 2023  | TBA                 |
| 266 | 12         | «Высшая лига» «The Big Leagues»                             | Неизвестно        | Неизвестно                       | 3 февраля 2023  | TBA                 |
| 267 | 13         | «Прошлая история» «Past History»                            | Неизвестно        | Неизвестно                       | 10 февраля 2023 | TBA                 |
| 268 | 14         | «Траектория столкновения» «Collision Course»                | Неизвестно        | Неизвестно                       | 3 марта 2023    | TBA                 |
| 269 | 15         | «Близко к дому» «Close to Home»                             | Неизвестно        | Неизвестно                       | 10 марта 2023   | TBA                 |
| 270 | 16         | «The Naked Truth»                                           | Неизвестно        | Неизвестно                       | 31 марта 2023   | TBA                 |
| 271 | 17         | «Smoke & Mirrors»                                           | Неизвестно        | Неизвестно                       | 7 апреля 2023   | TBA                 |
| 272 | 18         | «Family Matters»                                            | Неизвестно        | Неизвестно                       | 21 апреля 2023  | TBA                 |
| 273 | 19         | «Fire Drill»                                                | Неизвестно        | Неизвестно                       | 5 мая 2023      | TBA                 |
| 274 | 20         | «Irish Exits»                                               | Неизвестно        | Неизвестно                       | 12 мая 2023     | TBA                 |
| 275 | 21         | «Forgive Us Our Trespasses»                                 | Неизвестно        | Неизвестно                       | 19 мая 2023     | TBA                 |

## Производство

### Разработка
26 апреля 2022 года телеканал CBS продлил телесериал на тринадцатый сезон.